# Iris Junio Mbulito
Iris Junio Mbulito, coneguda esportivament com Iris Mbulito (Las Palmas de Gran Canaria, 26 de març de 1999) és una jugadora de bàsquet espanyola.
Base, es formà al Club Baloncesto Islas Canarias. Amb catorze anys i sis mesos debutà a la Lliga femenina amb el club canari, convertint-se en la jugadora més jove a competir-hi. Amb dinou anys jugà a la Lliga NCAA amb l'Arizona State Sun Devils durant tres temporades (2018-21). Tanmateix, diverses lesions successives i problemes d'ansietat varen fer que es retirés als vint-i-dos anys. Superada la seva malaltia mental, tornà a jugar amb el Long Island Blackbirds i la temporada 2023-24 tornà a jugar amb el CB Islas Canarias. El gener de 2024 fitxà per l'IDK Euskotren. Internacional amb la selecció espanyola en categories de formació, es proclamà campiona d'Europa sub-20 (2018), essent escollida MVP del torneig.